# Josep Botey Puig
Josep Botey Puig (el Masnou, Maresme, 14 de febrer de 1869 - el Masnou, Maresme, 20 de desembre de 1933) fou un metge català.
Fou metge municipal del Masnou des de finals del segle xix. Es va presentar a les eleccions municipals de 1899 pel partit Unió Conservadora al Masnou. Va arribar a ser tinent segon d'alcalde de 1899 a 1902 i regidor de 1902 a 1904.
L'any 1919 l'Ajuntament del Masnou feu un homenatge als dos metges de la vila, ell i Jaume Curell i Sampera, per llurs serveis professionals durant l'epidèmia de grip de 1918.
Després de la seva mort, l'any 1934 l'Ajuntament del Masnou decidí posar el seu nom a un carrer (carrer del Doctor Botey). Fins aleshores aquest carrer s'havia anomenat carrer de Sant Joan.